# Coupe Canada 1987
Navigation
1984 1991
La Coupe Canada 1987 est le quatrième tournoi international de la Coupe Canada de hockey sur glace. Ce tournoi est considéré comme le meilleur tournoi de l'histoire du hockey avec la participation des plus grands joueurs de l'époque.

## Lieux des parties
| Agridome (en)        | Forum            | Copps Coliseum    | Halifax Metro Centre     |
| -------------------- | ---------------- | ----------------- | ------------------------ |
| Regina, Saskatchewan | Montréal, Québec | Hamilton, Ontario | Halifax, Nouvelle-Écosse |
|                      |                  |                   |                          |

| Civic Centre Coliseum | Olympic Saddledome | Centre 200              |
| --------------------- | ------------------ | ----------------------- |
| Hartford, Connecticut | Calgary, Alberta   | Sydney, Nouvelle-Écosse |
| Image manquante       |                    |                         |

## Effectifs

### Canada
Attaquants et défenseurs : Glenn Anderson, Dale Hawerchuk, Mark Messier, Mike Gartner, Kevin Dineen, Michel Goulet, Brent Sutter, Rick Tocchet, Brian Propp, Doug Gilmour, Claude Lemieux, Mario Lemieux, Wayne Gretzky, Doug Crossman, Craig Hartsburg, Normand Rochefort, James Patrick, Raymond Bourque, Larry Murphy, Paul Coffey
Gardiens : Ron Hextall, Kelly Hrudey, Grant Fuhr
Entraîneurs : Mike Keenan, John Muckler, Jean Perron, Tom Watt

### États-Unis
Attaquants et défenseurs : Joe Mullen, Curt Fraser, Corey Millen, Aaron Broten, Kelly Miller, Mark Johnson, Bob Brooke, Wayne Presley, Pat Lafontaine, Bobby Carpenter, Ed Olczyk, Joel Otto, Chris Nilan, Dave Ellett, Mike Ramsey, Kevin Hatcher, Rod Langway, Phil Housley, Gary Suter, Chris Chelios
Gardiens : Tom Barrasso, Bob Mason, John Vanbiesbrouck
Entraîneurs : Bob Johnson, Ted Sator, Doug Wood

### Finlande
Attaquants et défenseurs : Timo Blomqvist, Jari Gronstrand, Matti Hagman, Raimo Helminen, Iiro Jarvi, Timo Jutila, Jari Kurri, Markku Kyllonen, Mikko Makela, Jouko Narvanmaa, Teppo Numminen, Janne Ojanen, Reijo Ruotsalainen, Christian Ruuttu, Jukka Seppo, Ville Sirén, Petri Skriko, Raimo Summanen, Esa Tikkanen, Hannu Virta
Gardiens : Jarmo Myllys, Kari Takko, Jukka Tammi
Entraîneurs : Rauno Korpi, Juhani Tamminen

### Suède
Attaquants et défenseurs : Tommy Albelin, Mikael Andersson, Peter Andersson, Jonas Bergqvist, Anders Carlsson, Thom Eklund, Anders Eldebrink, Peter Eriksson, Bengt-Ake Gustafsson, Tomas Jonsson, Lars Karlsson, Mats Naslund, Kent Nilsson, Lars-Gunnar Pettersson, Magnus Roupe, Thomas Rundqvist, Tommy Samuelsson, Hakan Sodergren, Peter Sundström, Mikael Thelven
Gardiens : Anders Bergman, Ake Lilljebjorn, Peter Lindmark
Entraîneurs : Tommy Sandlin, Curt Lindström, Ingvar Carlsten

### Tchécoslovaquie
Attaquants et défenseurs : Petr Rosol, Igor Liba, Jan Jaško, Jiří Kučera, Jiří Doležal, Vladimír Růžička, Ladislav Lubina, David Volek, Petr Vlk, Dušan Pašek, Jiří Šejba, Jiří Hrdina, Rostislav Vlach, Miloslav Hořava, Drahomír Kadlec, Luděk Čajka, Bedřich Ščerban, Jaroslav Benák, Antonín Stavjaňa, Mojmír Božík
Gardiens : Petr Bříza, Dominik Hašek, Jaromir Šindel
Entraîneurs : Dr Ján Starší, František Pospíšil

### URSS
Attaquants et défenseurs : Viatcheslav Fetissov, Alekseï Goussarov, Igor Stelnov, Vassili Pervoukhine, Mikhaïl Tatarinov, Alekseï Kassatonov, Sergueï Starikov, Anatoli Fedotov, Igor Kravtchouk, Andreï Chistiakov, Iouri Khmyliov, Vladimir Kroutov, Andreï Lomakine, Igor Larionov, Valeri Kamenski, Andreï Khomoutov, Sergueï Svetlov, Aleksandr Semak, Sergueï Kharine, Sergueï Nemtchinov, Sergueï Makarov, Viatcheslav Bykov, Guerman Volguine, Anatoli Semionov, Mikhaïl Kravets
Gardiens : Vitālijs Samoilovs, Sergueï Mylnikov, Ievgueni Belocheïkine
Entraîneurs : Viktor Tikhonov, Igor Dmitriev

## Ronde préliminaire
| Clt   | Équipe           | PJ | V | D | N | BP | BC | Pts |
| ----- | ---------------- | -- | - | - | - | -- | -- | --- |
| +001, | Canada           | 5  | 3 | 0 | 2 | 19 | 13 | 8   |
| +002, | Union soviétique | 5  | 3 | 1 | 1 | 22 | 13 | 7   |
| +003, | Suède            | 5  | 3 | 2 | 0 | 17 | 14 | 6   |
| +004, | Tchécoslovaquie  | 5  | 2 | 2 | 1 | 12 | 15 | 5   |
| +005, | États-Unis       | 5  | 2 | 3 | 0 | 13 | 14 | 4   |
| +006, | Finlande         | 5  | 0 | 5 | 0 | 9  | 23 | 0   |

- Qualifié pour les demi-finales

Les équipes se rencontrent une fois chacune lors d'un tournoi préliminaire à l'issue duquel les quatre premières sont qualifiées pour les demi-finales.
| 28 août | Canada | 4-4 (2-2, 1-1, 1-1) | Tchécoslovaquie | Olympic Saddledome, Calgary 8 458 spectateurs |

| 28 août | États-Unis | 4-1 (0-0, 1-0, 3-1) | Finlande | Civic Centre Coliseum, Hartford 8 508 spectateurs |

| 29 août | Suède | 5-3 (3-1, 1-2, 1-0) | Union soviétique | Olympic Saddledome, Calgary 3 055 spectateurs |

| 30 août | Canada | 4-1 (2-0, 2-1, 0-0) | Finlande | Copps Coliseum, Hamilton 9 624 spectateurs |

| 31 août | Union soviétique | 4-0 (2-0, 1-0, 1-0) | Tchécoslovaquie | Agridome, Regina 5 477 spectateurs |

| 31 août | États-Unis | 5-2 (1-0, 3-1, 1-1) | Suède | Copps Coliseum, Hamilton 4 474 spectateurs |

| 2 septembre | Union soviétique | 7-4 (3-3, 3-0, 1-1) | Finlande | Halifax Metro Centre, Halifax 3 262 spectateurs |

| 2 septembre | Canada | 3-2 (0-1, 2-0, 1-1) | États-Unis | Copps Coliseum, Hamilton 17 026 spectateurs |

| 2 septembre | Suède | 4-0 (1-0, 1-0, 2-0) | Tchécoslovaquie | Agridome, Regina 5 126 spectateurs |

| 4 septembre | Tchécoslovaquie | 5-2 (2-0, 2-0, 1-2) | Finlande | Centre 200, Sydney 4 500 spectateurs |

| 4 septembre | Union soviétique | 5-1 (2-0, 1-1, 2-0) | États-Unis | Civic Centre Coliseum, Hartford 14 838 spectateurs |

| 4 septembre | Canada | 5-3 (2-2, 1-0, 2-1) | Suède | Forum, Montréal 12 360 spectateurs |

| 6 septembre | Suède | 3-1 (1-0, 1-0, 1-1) | Finlande | Centre 200, Sydney 4 500 spectateurs |

| 6 septembre | Tchécoslovaquie | 3-1 (1-0, 1-1, 1-0) | États-Unis | Centre 200, Sydney 4 500 spectateurs |

| 6 septembre | Canada | 3-3 (1-0, 1-3, 1-0) | Union soviétique | Copps Coliseum, Hamilton 17 026 spectateurs |

## Tour final

### Demi-finales
| 8 septembre | Union soviétique | 4-2 (1-0, 2-1, 1-1) | Suède | Copps Coliseum, Hamilton 7 051 spectateurs |

| 9 septembre | Canada | 5-3 (0-2, 3-0, 2-1) | Tchécoslovaquie | Forum, Montréal 10 262 spectateurs |

### Finale
La finale se déroule au meilleur des 3 matchs
| 11 septembre | Union soviétique | 6-5 (pr) (3-1, 1-1, 1-3, 1-0) | Canada | Forum, Montréal 14 588 spectateurs |

| 13 septembre | Canada | 6-5 (2 pr) (3-1, 1-2, 1-2, 0-0, 1-0) | Union soviétique | Copps Coliseum, Hamilton 17 026 spectateurs |

| 15 septembre | Canada | 6-5 (2-4, 3-0, 1-1) | Union soviétique | Copps Coliseum, Hamilton 17 026 spectateurs |

## Honneurs individuels
- MVP du tournoi :  Wayne Gretzky
- Équipe d'étoiles :
  - Gardien de but :  Grant Fuhr
  - Défenseurs :  Raymond Bourque et  Viatcheslav Fetissov
  - Attaquants :  Wayne Gretzky,  Mario Lemieux et  Vladimir Kroutov